# 玉川大学の人物一覧
玉川大学の人物一覧（たまがわだいがくのじんぶついちらん）は、玉川大学に関係する人物の一覧記事。

## 著名な教職員
- 荒俣宏 - 元・客員教授、神秘学者
- 市原満 - 芸術学部非常勤講師、オーボエ奏者
- 岡田浩之 - 元教授・認知発達ロボティクス研究
- 高橋泰隆 - 経営学部教授、経営学者、歴史学者
- 田中寛一 - 心理学者
- 玉井日出夫 - 芸術学部教授、文化行政
- 深山尚久 - 芸術学部准教授、ヴァイオリン奏者
- 法月敏彦 - 芸術学部教授、演劇学・演劇教育。桜美林大学芸術文化学群教授。
- 野本由紀夫 - 芸術学部芸術教育学科教授、音楽学者、指揮者、専門はクラシック音楽

### 元教職員
- 堀田龍也 - 情報教育
- 安原喜弘 - 大学出版部職員、歌人、詩人
- 石原藤夫 - 工学部電子工学科教授、SF作家
- 白崎博公 - 工学部機械情報システム学科教授

## 主な出身者

### 政界
- 小此木八郎 - 元衆議院議員、元内閣府特命担当大臣（防災担当）
- 丹羽秀樹 - 衆議院議員、元文部科学副大臣、自由民主党愛知県連会長
- 田名部匡代 - 参議院議員、元衆議院議員（女子短期大学）
- 森美秀 - 元衆議院議員・環境庁長官　※玉川塾
- 羽田雄一郎 - 元参議院議員、国土交通大臣
- 香川武文 - 埼玉県志木市長
- 肥後正弘 - 元宮崎県小林市長
- 長谷川孝夫 - 元千葉県鴨川市長
- 山口和彦 - 元千葉県勝浦市長
- 田中文夫 - 山口県萩市長、元山口県議会議員
- 武田哲 - 岩手県滝沢市長、元岩手県議会議員

### 財界・実業界
- 瀧井傅一 ｰ タキイ種苗代表取締役会長
- 豊田周平 - トヨタ紡織代表取締役社長（トヨタ自動車の原点企業）、欧州トヨタ自動車初代取締役社長
- 陳建一 - 四川飯店オーナー
- 細野佳代 - 曙社長（老舗和菓子店「銀座あけぼの」）

### 研究者・学者
- 小原芳明 - 学校法人玉川学園理事長兼学園長、玉川大学元学長、日本私立大学協会会長
- 枡野俊明 - 曹洞宗住職、庭園デザイナー、多摩美術大学教授
- 小山田和夫 - 立正大学文学部教授
- 藤原淳賀 - 青山学院大学地球社会共生学部教授

### 文学
- 甘粕りり子 - エッセイスト
- 的場健 - 漫画家
- 浅野いにお - 漫画家
- 一本木蛮 - 漫画家（中退）
- 浦乃まみ - 漫画家
- 金城哲夫 - 脚本家
- さかもと未明 - 漫画家、作家、アーティスト
- 道尾秀介 - 小説家
- 村上政彦 - 小説家
- 村田沙耶香 - 小説家（芥川賞受賞）
- 戌井昭人 - 劇作家、小説家
- 齋藤芳生 - 歌人
- 向井豊昭 - 小説家
- 神泉薫 - 詩人
- にしがきようこ - 児童文学作家
- 原田ゆう - 劇作家、脚本家

### 芸術
- So Izumi - 彫刻家、造形作家
- 和泉美奈子 - テキスタイル作家
- 大樋年雄 - 陶芸家、美術家、日本藝術院会員

### スポーツ
- 平野淳 - プロサッカーコーチ
- 石塚志乃 - スキー選手、ライフセーバー
- 井出樹里 - 北京オリンピックトライアスロン5位
- 川合レオ - ラグビー日本代表選手
- 有山景子 - バスケットボール選手
- 深井夢 - バスケットボール選手
- 島本和彦 - バスケットボール解説者、「月刊バスケットボール」初代編集長
- 加藤真弓 - フィギュアスケーター
- 小尾淳美 - 高校野球指導者

### 芸能
- 相沢礼子 - タレント
- 秋田昌美 - ミュージシャン（メルツバウ）
- 荒木しげる - 俳優
- 池上季実子 - 女優（中退）
- 石田政博 - 俳優
- 糸数美樹 - タレント
- 井上孝雄 - 俳優
- 入絵加奈子 - ミュージカル女優
- うえだゆうじ - 声優
- 上野隆博 - ダンサー、振付師
- 江波戸ミロ - 女優
- 大場真人 - 俳優、声優
- 岡田眞善 - 俳優、DJ
- 小野武彦 - 俳優（中退）
- 甲斐名都 - ミュージシャン
- 加古臨王 - 俳優、声優
- 樫井笙人 - 俳優、声優
- 亀田佳明 - 俳優、声優（中退）
- 木野本直 - 俳優
- 木村靖司 - 俳優
- 倉本真人 - 声優
- 久留須ゆみ - タレント
- 黒田崇矢 - 俳優、声優
- 郷田ほづみ - 俳優、声優
- 國府田マリ子 - 声優（通信教育部 中退）
- 古今亭駒治 - 落語家
- 坂本三佳 - 女優
- 佐藤伸之 - 演出家、作家、俳優
- 佐藤麻衣 - タレント（活動拠点は中華民国、東南アジア他）
- 三遊亭遊かり - 落語家
- 宍戸開 - 俳優（中退）
- 篠山輝信 - 俳優
- 菅原麗子 - 文化人タレント、実業家
- 子門真人 - 歌手
- 芝清道 - ミュージカル俳優
- 鈴木綜馬（旧名・芥川英司） - ミュージカル俳優
- 鈴木健人 - 俳優
- DAIGO（BREAKERZ） - ミュージシャン（中退）
- TAO - ファッションモデル、女優（中退）
- 高林未来 - 歌手
- 立川談洲 - 落語家（中退）
- 立川らく次 - 落語家
- 舘野美穂 (nona) - ラジオDJ、ミュージシャン
- 田中信夫 - 声優
- 田中千絵 - 女優（活動拠点、中華民国）
- 千葉雄大 - 俳優、ファッションモデル（中退）
- 寺内よりえ - 声優、女優
- 戸田菜穂 - 女優
- ともしげ（モグライダー） - お笑いタレント（中退）
- 中鉢明子 - モデル、タレント、2007年度ミス・ユニバース・ジャパン第3位
- 中村だいぞう - 俳優、声優、映画監督、元お笑いタレント（シーソーゲーム）
- 西岡徳馬 - 俳優
- 西村麗子 - 元ミュージカル俳優
- 野中万寿夫 - ミュージカル俳優
- 長谷部香苗 - 女優
- 花柳典幸 - 日本舞踊家
- 林家木久蔵 - 落語家
- 原康義 - 俳優
- 一柳みる - 女優
- 平野綾 - 声優（中退）
- 平野文 - 声優、エッセイスト
- 廣田行生 - 声優
- 冨家規政 - 俳優（中退）
- 藤田朋子 - 女優
- 三浦りさ子 - モデル
- 水町レイコ - 女優、声優
- 宮本亜門 - ミュージカル演出家（中退）
- 宮本大誠 - 俳優
- 村岡希美 - 女優
- 森本龍太郎 - 元Hey! Say! JUMP（中退）
- 柳生真吾 - タレント、園芸家
- 薬師丸ひろ子 - 女優
- 山崎銀之丞 - 俳優（中退）
- 山崎直子 - 女優
- 渡部真一 - 俳優、ミュージシャン（渋さ知らズ）
- 柳亭市弥 - 落語家
- らくさぶろう - ローカルタレント、YouTuber（中退）

### マスコミ
- 関岡香 - 毎日放送アナウンサー
- 高橋巨典 - フリーアナウンサー、元テレビ宮崎アナウンサー
- 古瀬絵理 - フリーアナウンサー
- 濱知美 - 東日本放送アナウンサー
- 服部京子 - フリーアナウンサー
- 佐々木永恵 - テレビユー山形アナウンサー
- 真壁京子 - 気象予報士
- 御堀直嗣 - 自動車評論家
- 関野浩之 - フリーアナウンサー、ナレーター
- 江橋摩美 - フリーアナウンサー、元山形放送アナウンサー

### その他
- 円谷一夫 - 円谷プロダクション第4代目社長、元円谷プロダクション名誉会長
- 藤田明二 - 演出家、映画監督
- 柳生真吾 - 園芸家
- 尚衞 - 第二尚氏第23代当主
- 高山修 - 教育者
- 西野亮子 - WWFジャパン 野生生物グループ長